# Айтерах
Айтерах (нім. Aiterach) — річка в Німеччині, протікає по землі Баварія, річковий індекс 1578. Довжина річки 39,30 км. Площа басейну 166,08. Висота витоку 429 м. Висота гирла 314 м.
Система водного об'єкта: Дунай → Чорне море.